# Maysville (Carolina do Norte)
Maysville é uma cidade  localizada no estado norte-americano de Carolina do Norte, no Condado de Jones.

## Demografia
Segundo o censo norte-americano de 2000, a sua população era de 1002 habitantes.
Em 2006, foi estimada uma população de 979, um decréscimo de 23 (-2.3%).

## Geografia
De acordo com o United States Census Bureau tem uma área de
2,0 km², dos quais 2,0 km² cobertos por terra e 0,0 km² cobertos por água. Maysville localiza-se a aproximadamente 12 m acima do nível do mar.

## Localidades na vizinhança
O diagrama seguinte representa as localidades num raio de 24 km ao redor de Maysville.